# Steyr (automerk)

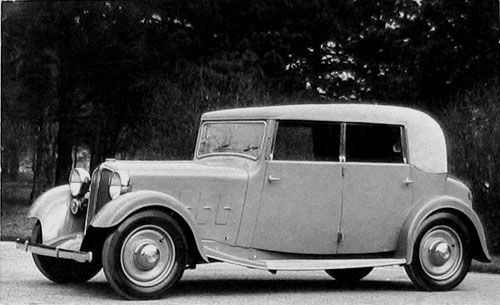
Steyr 24 (1933)

Steyr was een Oostenrijks automerk dat bestond van 1920 tot 1975 en oorspronkelijk gevestigd was in de Oostenrijkse plaats Steyr. Na de Tweede Wereldoorlog werd de merknaam Steyr gekoppeld aan FIAT (Steyr-FIAT) en later aan Puch (Steyr-Puch).

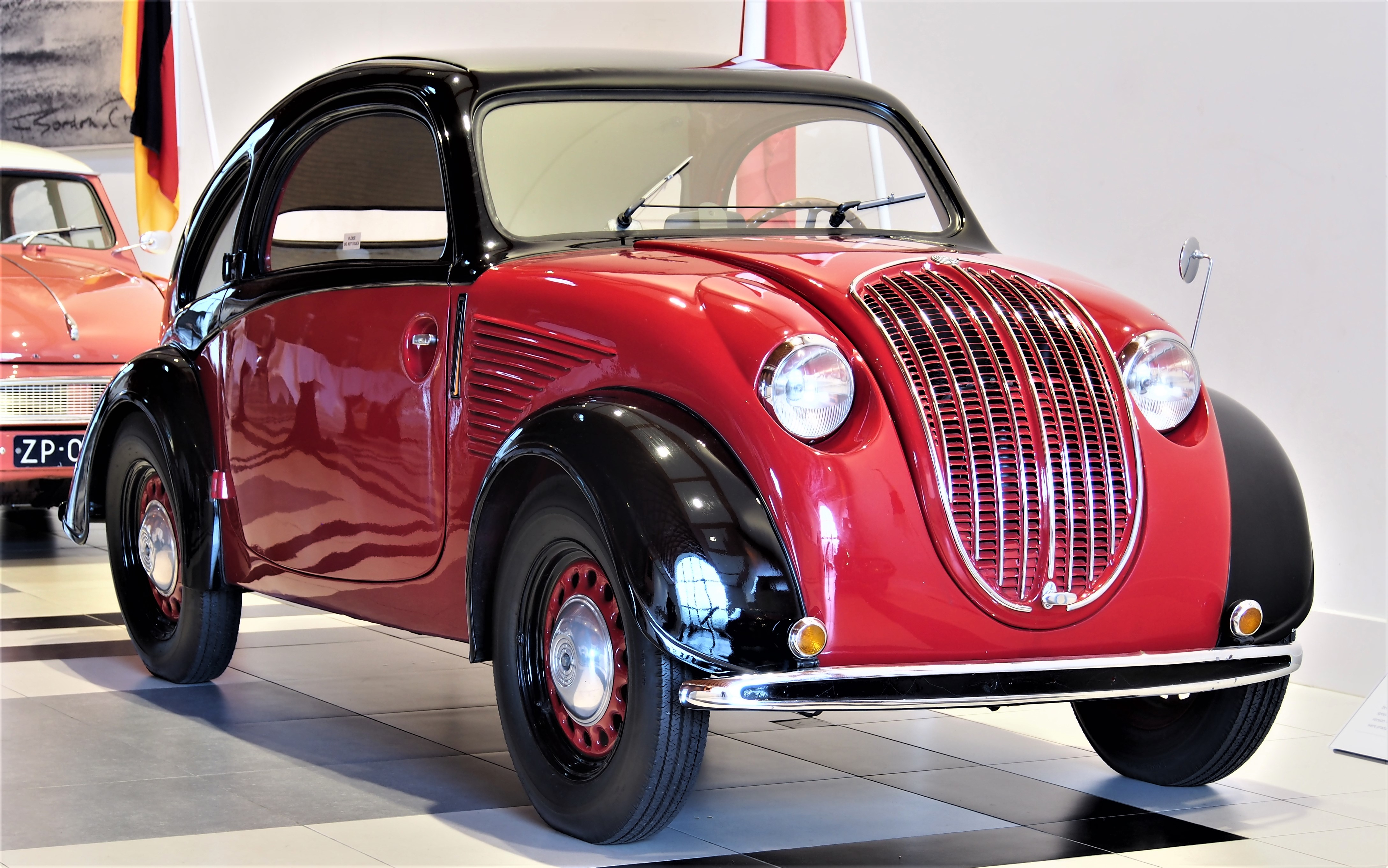
Steyr Type 55 Baby (1939)

## Geschiedenis
Het automerk Steyr ontstond uit de in 1853 door Joseph Werndl opgerichte Österreichische Waffenfabriksgesellschaft. De wapenfabriek in Steyr begon pas na 1920 auto's te produceren, nadat men in 1917 de Tsjechische autoconstructeur Hans Ledwinka in het bedrijf had aangetrokken. Voorheen was deze werkzaam bij autofabriek Nesseldorfer Wagenbau Fabriks Gesellschaft in het toenmalige Nesseldorf, waardoor hij zijn daar opgedane kennis kon gebruiken voor de ontwikkeling van de Steyr Type II Waffenauto, met gebruikmaking van de opgedane inspiratie van de Nesseldorf U. Hij ontwikkelde het model verder tot de Steyr Type IV, een in de 20-er jaren succesvolle Oostenrijkse auto. In 1921 vertrok Ledwinka naar de Tatra-autofabriek in Hongarije.
Na zijn ontslag bij Mercedes-Benz werkte vanaf 1929 de Oostenrijkse autoconstructeur Ferdinand Porsche voor Steyr. Hij ontwierp moderne modellen, eerst nog voortbouwend op het ontwerp van Ledwinka met het Type VII, gevolgd door zijn eigen ontwerp van het snelle (120 km/h) Type XVI, die ondanks de Crisisjaren met 400 exemplaren goed verkocht werd. In 1929 ontwierp Porsche de luxueuze Steyr Austria, die een achtcilinder lijnmotor had. Ondanks dat het model een sensatie was op het Autosalon van Parijs van 1929, werd nooit tot productie ervan overgegaan, ten gunste van de Austro-Daimler ADR8. Dit model was resultaat van de samenwerking die Steyr was aangegaan met Puch, waartoe Austro-Daimler reeds behoorde. Ook ontwikkelde hij op grond van het Type 30, de klassieke Weense taxi.
 In 1934 werd het bedrijf Steyr, samen met de al gefuseerde Austro-Daimler en Puch samengevoegd tot het bedrijf Steyr-Daimler-Puch. Steyr bleef echter nog steeds producent van personenauto's en ontwikkelde verschillende typen, zoals Type 100 en Type 200. Type 50 Baby, met een kleine 984 cc viercilinder motor en met een gestroomlijnd koetswerk verscheen in 1934 en werd in 1936 opgevolgd door Type 55 Baby, die grotere motor van 1158 cc had. Er werden van beide modellen gezamenlijk rond 13.000 exemplaren gebouwd. Ondanks de populariteit van deze wagens hadden ze te kampen met problemen met de motor en versnellingsbak.
Ten gevolge van het uitbreken van de Tweede Wereldoorlog werd de fabriek getroffen door een bombardement en kwam de productie stil te liggen. Na het einde van de oorlog en het herstel van het fabriekscomplex, begon Steyr vanaf 1949 met de assemblage van auto's van het Italiaanse automerk FIAT. Vanaf 1957 werd de Steyer-Puch-fabriek Graz de FIAT 500 gebouwd, die een eigen tweecilindermotor van 493 cc kreeg en als Steyr-Puch 500 op de markt kwam.
Eveneens in Graz bracht Steyer-Puch in 1960 de door Erich Ledwinka, zoon van Hans Ledwinka, ontwikkelde Haflinger uit, een kleine utiliteitswagen met vierwielaandrijving en goede terreineigenschappen. In de jaren 70 werd dit model opgevolgd door de Pinzgauer met dezelfde gebruikseigenschappen en dat zijn weg vond naar gebruikers in de bosbouw, het leger, landbouw et cetera.
Mercedes-Benz zocht in 1979 toenadering tot het bedrijf voor de ontwikkeling van de terreinwagens van de G-serie. Doordat het bedrijf zich ook ging bezighouden met de ontwikkeling van eigen dieselmotoren voor gebruik in zelf ontwikkelde vrachtwagens, zocht ook BMW samenwerking voor de ontwikkeling van een zescilinder dieselmotor, die in 1983 in de BMW 524 Td werd gemonteerd. BMW koos echter voor een eigen productie van de motor.
Een samenwerkingsproject met Chrysler resulteerde in 1991 in de productie van de Chrysler Voyager en een variant met een vierwielaandrijving.
De vrachtwagendivisie werd overgenomen door M.A.N.. Ondanks deze overname maakte het bedrijf Steyr Automotive in samenwerking met het van oorsprong Chinese bedrijf Superpanther in 2024 een comeback met de ontwikkeling van een elektrische vrachtwagen. Ook hield het bedrijf zich reeds bezig met de vervaardiging vuilniswagens en veegwagens, en de bouw van de Volta, een elektrische vrachtauto. 